# Leigh Brackett
Leigh Douglass Brackett (n. 7 decembrie 1915, Los Angeles, California, SUA – d. 18 martie 1978, Lancaster, California, SUA) a fost o scriitoare americană de science fiction. Este cel mai cunoscută pentru lucrarea sa Queen of Space Opera. A lucrat și ca scenaristă a unor filme ca The Big Sleep (1946), Rio Bravo (1959), The Long Goodbye (1973) sau Imperiul contraatacă (1980). Este prima femeie propusă pentru a primi Premiul Hugo.

### Povestiri scurte

#### 1940–1941
- "Martian Quest" (Astounding Science Fiction, februarie 1940)
- "The Treasure of Ptakuth" (Astounding Science Fiction, aprile 1940)
- "The Stellar Legion" (Planet Stories, Winter 1940)
- "The Tapestry Gate" (Strange Stories, august 1940)
- "The Demons of Darkside" (Startling Stories, ianuarie 1941)
- "Water Pirate" (Super Science Stories, ianuarie 1941)
- "Interplanetary Reporter" (Startling Stories, May 1941)
- "The Dragon-Queen of Jupiter" (Planet Stories, Summer 1941), also published as "The Dragon-Queen of Venus"
- "Lord of the Earthquake" (novelette; Science Fiction, June 1941)
- "No Man's Land in Space" (novelette; Amazing Stories July 1941)
- "A World is Born" (Comet Stories July 1941)
- "Retreat to the Stars" (Astonishing Stories, November 1941)

#### 1942–1944
- "Child of the Green Light" (Super Science Stories, februarie 1942)
- "The Sorcerer of Rhiannon" (novelette; Astounding Science Fiction, februarie 1942)
- "Child of the Sun" (novelette; Planet Stories, Spring 1942)
- "Out of the Sea" (novelette; Astonishing Stories, June 1942)
- "Cube from Space" (Super Science Stories, august 1942)
- "Outpost on Io" (Planet Stories, Winter 1942)
- "The Halfling" (novelette; Astonishing Stories, februarie 1943)
- "The Citadel of Lost Ships" (Planet Stories, March 1943)
- "The Blue Behemoth" (Planet Stories, May 1943)
- "Thralls of the Endless Night" (Planet Stories, Fall 1943)
- "The Jewel of Bas" (novelette; Planet Stories, Spring 1944)
- "The Veil of Astellar" (novelette; Thrilling Wonder Stories, Spring 1944)
- "Terror Out of Space" (Planet Stories, Summer 1944)
- "Shadow Over Mars" (Startling Stories, Fall 1944), published in book form as The Nemesis from Terra

#### 1945–1950
- "The Vanishing Venusians" (novelette; Planet Stories, Spring 1945)
- "Lorelei of the Red Mist", with Ray Bradbury (novella; Planet Stories, Summer 1946)
- "The Moon That Vanished" (novelette; Thrilling Wonder Stories, October 1948)
- "The Beast-Jewel of Mars" (novelette; Planet Stories, Winter 1948)
- "Quest of the Starhope" (Thrilling Wonder Stories, aprile 1949)
- "Sea-Kings of Mars" (Thrilling Wonder Stories, June 1949), published in book form as The Sword of Rhiannon
- "Queen of the Martian Catacombs" (Planet Stories, Summer 1949), expanded and published in book form as The Secret of Sinharat
- "Enchantress of Venus" (novella; Planet Stories, Fall 1949), also published as "City of the Lost Ones"
- "The Lake of the Gone Forever" (novelette; Thrilling Wonder Stories, October 1949)
- "The Dancing Girl of Ganymede" (novelette; Thrilling Wonder Stories, februarie 1950)
- "The Truants" (novelette; Startling Stories, July 1950)
- "The Citadel of Lost Ages" (novella; Thrilling Wonder Stories, December 1950)

#### 1951–1955
- "Black Amazon of Mars" (Planet Stories, March 1951), expanded and published in book form as People of the Talisman
- "The Starmen of Llyrdis" (Startling Stories, March 1951)
- "The Woman from Altair" (novelette; Startling Stories, July 1951)
- "The Shadows" ( Startling Stories, februarie 1952)
- "The Last Days of Shandakor" (novelette; Startling Stories, aprile 1952)
- "Shannach – The Last" (novelette; Planet Stories, November 1952)
- "The Ark of Mars" (Planet Stories, September 1953), later published as part of the book Alpha Centauri or Die!
- "Mars Minus Bisha" (Planet Stories, ianuarie 1954)
- "Runaway" (Startling Stories, Spring 1954)
- "Teleportress of Alpha C" (Planet Stories, Winter 1954/1955), later published as part of the book Alpha Centauri or Die!
- "The Tweener" (The Magazine of Fantasy and Science Fiction, februarie 1955)
- "Last Call from Sector 9G" (Planet Stories, Summer 1955)

#### După 1955
- "The Other People" (novelette; Venture Science Fiction Magazine March 1957), also published as "The Queer Ones"
- "All the Colors of the Rainbow" (novelette; Venture Science Fiction Magazine, November 1957)
- "The Road to Sinharat" (novelette; Amazing Stories, May 1963)
- "Purple Priestess of the Mad Moon" (The Magazine of Fantasy and Science Fiction, October 1964)
- "Come Sing the Moons of Moravenn" (The Other Side of Tomorrow, 1973)
- "How Bright the Stars" (Flame Tree Planet: An Anthology of Religious Science-Fantasy, 1973)
- "Mommies and Daddies" (Crisis, 1974)
- "Stark and the Star Kings", with Edmond Hamilton (in the collection of the same name, 2005)

### Romane science fiction
- Shadow Over Mars (1951) – publicat pentru prima dată în 1944; publicat în S.U.A. ca The Nemesis from Terra (1961)
- The Starmen (1952) – publicat și ca The Galactic Breed (1955, prescurtat), The Starmen of Llyrdis (1976)
- The Sword of Rhiannon (1953) –  publicat pentru prima dată ca Sea-Kings of Mars (1949)
- The Big Jump (1955)
- The Long Tomorrow (1955)
- Alpha Centauri or Die! (1963) – fixup al povestirilor The Ark of Mars (1953) și Teleportress of Alpha C (1954)
- The Secret of Sinharat și People of the Talisman (1964)
- The Ginger Star (1974) –  publicat pentru prima dată în foileton în 2 părți în revista Worlds of If, februarie și aprilie 1974
- The Hounds of Skaith (1974)
- The Reavers of Skaith (1976)

### Colecții science fiction
- The Coming of the Terrans (1967)
- The Halfling and Other Stories (1973)
- The Book of Skaith (1976) – omnibus edition of the three Skaith novels
- The Best of Leigh Brackett (1977), ed. Edmond Hamilton
- Martian Quest: The Early Brackett (2000) – Haffner Press
- Stark and the Star Kings (2005), with Edmond Hamilton
- Sea-Kings of Mars and Otherworldly Stories (2005) – #46 in the Fantasy Masterworks series.
- Lorelei of the Red Mist: Planetary Romances (2007) – Haffner Press
- Shannach–the Last: Farewell to Mars (2011) – Haffner Press

### Science fiction, as editor
- The Best of Planet Stories No. 1 (anthology; 1975)
- The Best of Edmond Hamilton (collection; 1977)

### Scenarii
- The Vampire's Ghost (cu John K. Butler), 1945
- Crime Doctor's Manhunt (cu Eric Taylor), 1946
- The Big Sleep (cu William Faulkner & Jules Furthman), 1946
- Rio Bravo (cu Jules Furthman & B.H. McCampbell), 1959
- Gold of the Seven Saints (cu Leonard Freeman), 1961
- Hatari! (cu Harry Kurnitz), 1962
- Man's Favorite Sport? (nemenționată), 1964
- El Dorado, 1967
- Rio Lobo (cu Burton Wohl), 1970
- The Long Goodbye, 1973
- The Empire Strikes Back (cu George Lucas & Lawrence Kasdan), 1980

### Alte genuri
- No Good from a Corpse (crime novel; 1944)
- Stranger at Home (crime novel; 1946) – ghost-writer for the actor George Sanders
- An Eye for an Eye (crime novel; 1957) – adapted for television as Suspicion series episode (1958)
- The Tiger Among Us (crime novel; 1957; UK 1960 as Fear No Evil), filmed as 13 West Street (1962; dir. Philip Leacock)
- Follow the Free Wind (western novel; 1963) – received the Spur Award from Western Writers of America
- Rio Bravo (western novel; 1959) – novelization based on the screenplay by Jules Furthman and Leigh Brackett
- Silent Partner (crime novel; 1969)
- No Good from a Corpse (mystery collection; Dennis McMillan Publications, 1999) – reprints the titular novel and eight shorter crime stories.

## Premii
- Cordwainer Smith Rediscovery Award, în 2005